# Shuffla

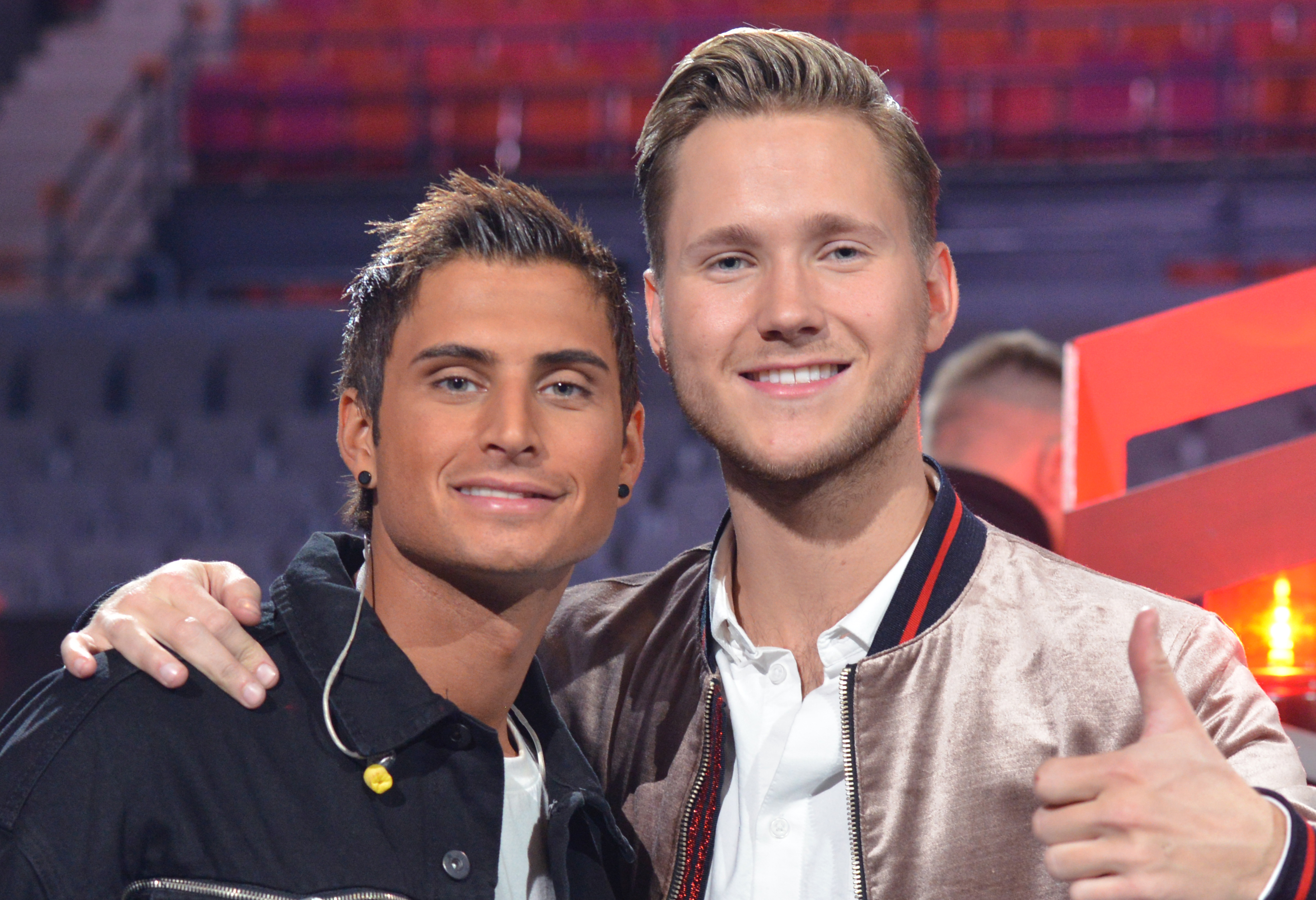
Samir & Viktor podczas Melodifestivalen (2018)

Shuffla – singel szwedzkiego duetu Samir & Viktor wydany 24 lutego 2018 roku przez Warner Music Sweden. Singel został odnotowany na drugim miejscu szwedzkiej listy przebojów. Utwór dotarł do finału Melodifestivalen w 2018 roku.

## Lista utworów
- Digital download (24 lutego 2018)[2]

1. „Shuffla” – 3:04

## Wydanie
Singel został wydany 24 lutego 2018 roku przez Warner Music Sweden. 26 lutego został opublikowany utwór.

## Pozycje na listach
| Państwo | Lista (2018)   | Najwyższa pozycja |
| ------- | -------------- | ----------------- |
| Szwecja | Top 20 Singles | 2                 |